# كأس السوبر الطاجيكي
كأس السوبر الطاجيكي (بالطاجيكية: Суперҷоми Тоҷикистон)‏(بالفارسية: سوپرجام تاجیکستان) هي مسابقة كرة قدم سنوية تتكون من مباراة واحدة. الناديان المشاركان هما الناديان هما الناديان اللذان حصلا على لقب الدوري الطاجيكي والكأس الطاجيكي.إذا فاز الفريق نفسه ببطولة الدوري الطاجيكي والكأس الطاجيكي في الوقت نفسه، فإن المشارك الآخر هو وصيف الدوري الطاجيكي. تُلعب المباراة في بداية الموسم، بالعادة في شهر مارس.

## المباريات
| الموسم      | الفائز                                                               | النتيجة                   | الوصيف                                                 | المكان                             | عدد الحضور |
| ----------- | -------------------------------------------------------------------- | ------------------------- | ------------------------------------------------------ | ---------------------------------- | ---------- |
| 2010 تفاصيل | استقلال دوشنبهالفائز بكاس طاجيكستان 2009                             | 2 – 0                     | فخش قرغونتيبا كاس طاجيكستان 2009                       | استاد ميتالورج تورسونزاده          | 5،000      |
| 2011 تفاصيل | استقلال دوشنبهالفائز بكاس طاجيكستان 2010 الدوري الطاجيكي 2010        | 1 – 0                     | ريغار-تاداز تورسونزاده مصنف ثاني كاس طاجيكستان 2010    | ملعب تسينترالني (بختار) كورغان تبه | 12،000     |
| 2012 تفاصيل | استقلال دوشنبهالدوري الطاجيكي 2011                                   | 2 – 1                     | ريغار-تاداز تورسونزاده كاس طاجيكستان 2011              | ملعب خير وحدات                     |            |
| 2013 تفاصيل | روشن كولابالدوري الطاجيكي 2012                                       | 2 – 1                     | ريغار-تاداز تورسونزاده كاس طاجيكستان 2012              |                                    |            |
| 2014 تفاصيل | استقلال دوشنبهالدوري الطاجيكي 2013                                   | 5 – 0                     | روشن كولاب كاس طاجيكستان 2013                          | المعلب المركزي كولاب               | 18،000     |
| 2015 تفاصيل | استقلال دوشنبهالفائز بكاس طاجيكستان 2014 الدوري الطاجيكي 2014        | 2 – 2 (ب.و.إ.) 4 – 3 (ج.) | نادي خير وحدات الرياضي كاس طاجيكستان 2014              | ملعب بامير دوشنبه                  |            |
| 2016 تفاصيل | استقلال دوشنبهالفائز بكاس طاجيكستان 2015 الدوري الطاجيكي 2015        | 1 – 0                     | نادي خجند مصنف ثاني كاس طاجيكستان 2015                 | تالكو ارينا تورسونزاده             | 4،000      |
| 2017 تفاصيل | خوسيلوت فرخور مصنف ثاني الدوري الطاجيكي 2016                         | 2 –1                      | استقلال دوشنبه كاس طاجيكستان 2016 الدوري الطاجيكي 2016 | الملعب المركزي حصار                | 14،000     |
| 2018 تفاصيل | استقلال دوشنبهالدوري الطاجيكي 2017                                   | 3 –2                      | خوسيلوت فرخور كاس طاجيكستان 2017                       | الملعب المركزي حصار                | 5،436      |
| 2019 تفاصيل | استقلال دوشنبهالفائز بكاس طاجيكستان 2018 الدوري الطاجيكي 2018        | 3 –0                      | نادي خجند مصنف ثاني كاس طاجيكستان 2018                 | ملعب بامير دوشنبه                  | 7،200      |
| 2020 تفاصيل | استقلال دوشنبهالفائز بكاس طاجيكستان 2019 الدوري الطاجيكي العالي 2019 | 2 –1                      | نادي خجند مصنف ثاني الكاس الطاجيكستاني العالي 2019     | ملعب بامير دوشنبه                  | 0          |
| 2021 تفاصيل | استقلال دوشنبهالدوري الطاجكستاني العالي 2020                         | 2 –0                      | روشن كولاب كاس طاجيكستان 2020                          | الملعب المركزي حصار                |            |
| 2022 تفاصيل | استقلال دوشنبهالدوري الطاجيكستاني العالي 2021                        | 1 –0                      | نادي خجند كاس طاجيكستان 2021                           | تورسونزاده                         | 5،600      |

## الإحصائيات حسب الفريق
| الفريق                 | سنوات الفوز                                                           | الوصيف                     |
| ---------------------- | --------------------------------------------------------------------- | -------------------------- |
| استقلال دوشنبه         | 11 (2010، 2011، 2012، 2014، 2015، 2016، 2018، 2019، 2020، 2021، 2022) | 1 (2017)                   |
| روشن كولاب             | 1 (2013)                                                              | 2 (2014، 2021)             |
| خوسيلوت فرخور          | 1 (2017)                                                              | 1 (2018)                   |
| ريغار-تاداز تورسونزاده |                                                                       | 3 (2011، 2012، 2013)       |
| نادي خجند              |                                                                       | 4 (2016، 2019، 2020، 2022) |
| فخش قرغونتيبا          |                                                                       | 1 (2010)                   |
| نادي خير وحدات الرياضي |                                                                       | 1 (2015)                   |